# Ciudad Cuauhtémoc
Ciudad Cuauhtémoc är en ort i Mexiko.   Den ligger i kommunen Pueblo Viejo och delstaten Veracruz, i den östra delen av landet, 300 km norr om huvudstaden Mexico City. Villa Cuauhtemoc ligger 9 meter över havet och antalet invånare är 9 426.
Terrängen runt Villa Cuauhtemoc är platt. Havet är nära Villa Cuauhtemoc åt sydväst.  Närmaste större samhälle är Tampico, 8,6 km norr om Villa Cuauhtemoc.